# Glen Powell

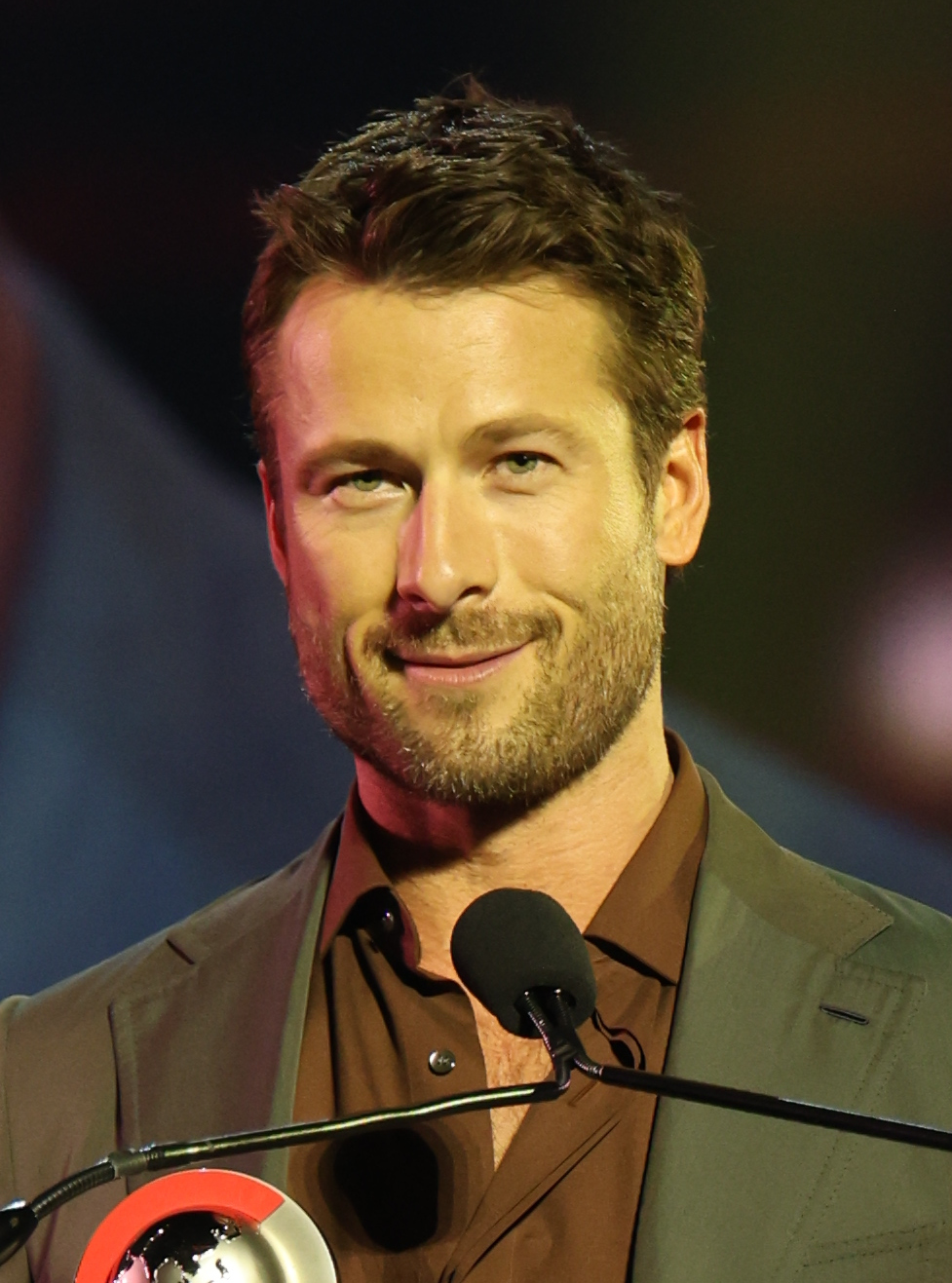
Glen Powell (2025)

Glen Thomas Powell Jr. (* 21. Oktober 1988 in Austin, Texas) ist ein US-amerikanischer Schauspieler, Filmproduzent und Drehbuchautor.

## Leben und Karriere
Powell war ein All-State Lacrosse-Spieler in seinem Geburtsbundesstaat Texas.
Seine erste kleinere Rolle spielte Powell in dem Film Mission 3D (2003) mit Antonio Banderas und Sylvester Stallone. Schon bevor er das College besuchte, spielte er weitere kleinere Rollen in Film und Fernsehen.
Nach seinem Umzug nach Los Angeles spielte er in Fernsehserien wie Scream Queens, Into the West, Jack & Bobby, CSI: Miami, Navy CIS, Rizzoli & Isles und The Lying Game sowie in Spielfilmen wie The Dark Knight Rises, Love Stories (beide 2012), The Expendables 3, Sex Ed (beide 2014) und Ride Along: Next Level Miami (2016). Bekannt wurde er vor allem durch seinen Auftritt als Chad Radwell in der Serie Scream Queens (2015–2016) und für seine historische Rolle als Astronaut John Glenn in dem Film Hidden Figures – Unerkannte Heldinnen (2016). 2016 spielte er als Student Finnegan in der Komödie Everybody Wants Some!!, Richard Linklaters Fortsetzung zu Confusion – Sommer der Ausgeflippten (1993), die in Powells Heimatstadt Austin gedreht wurde.
2018 trat Powell mit Zoey Deutch in Set It Up – einer romantischen Netflix-Komödie – auf. In Top Gun: Maverick (2022) mit Tom Cruise spielte er den Jetpiloten Jake „Hangman“ Seresin. Diese Rolle war sein Durchbruch, auf den in kurzer Zeit die männlichen Hauptrollen in A Killer Romance, Wo die Lüge hinfällt (beide 2023) und Twisters (2024) folgten, die ihm zum Status als Filmstar verhalfen.

## Filmografie (Auswahl)
- 2003: Endurance (Fernsehserie, eine Folge)
- 2003: Mission 3D (Spy Kids 3-D: Game Over)
- 2004: Jack & Bobby (Fernsehserie, eine Folge)
- 2005: Into the West – In den Westen (Into the West, Fernsehserie, eine Folge)
- 2005: The Wendell Baker Story
- 2006: Fast Food Nation
- 2007: The Great Debaters
- 2008: Without a Trace – Spurlos verschwunden (Without a Trace, Fernsehserie, eine Folge)
- 2009: Jumping of Bridges
- 2009: The Hottest State
- 2009: CSI: Miami (Fernsehserie, eine Folge)
- 2011: Rizzoli & Isles (Fernsehserie, eine Folge)
- 2012: J.A.W.
- 2012: The Lying Game (Fernsehserie, eine Folge)
- 2012: Navy CIS (NCIS, Fernsehserie, 2 Folgen)
- 2012: The Dark Knight Rises
- 2012: Love Stories
- 2013: Red Wing
- 2014: The Expendables 3
- 2014: Sex Ed
- 2015: Wind Walkers
- 2015–2016: Scream Queens (Fernsehserie, 16 Folgen)
- 2016: Misconduct
- 2016: Ride Along: Next Level Miami (Ride Along 2)
- 2016: Ruf der Macht – Im Sumpf der Korruption (Misconduct)
- 2016: Everybody Wants Some!!
- 2016: Hidden Figures – Unerkannte Heldinnen (Hidden Figures)
- 2017: King Julien (Fernsehserie, eine Folge)
- 2017: Sand Castle
- 2018: The Bad Guys
- 2018: Deine Juliet (The Guernsey Literary and Potato Peel Pie Society)
- 2018: Set it up
- 2020–2022: Jurassic World: Neue Abenteuer (Jurassic World: Camp Cretaceous, Animationsserie, 14 Folgen)
- 2022: Apollo 10 ½: Eine Kindheit im Weltraumzeitalter (Apollo 10 ½: A Space Age Childhood)
- 2022: Top Gun: Maverick
- 2022: Devotion
- 2023: A Killer Romance (Hit Man, auch Drehbuch)
- 2023: Rick and Morty (Fernsehserie, Episode 7x07, Stimme)
- 2023: Wo die Lüge hinfällt (Anyone but You)
- 2024: The Blue Angels (Dokumentation, Produzent)
- 2024: Twisters

## Auszeichnungen
Golden Globe Award
- 2025: Nominierung als Bester Hauptdarsteller – Komödie/Musical (A Killer Romance)

Screen Actors Guild Award
- 2017: Auszeichnung in der Kategorie Bestes Schauspielensemble für Hidden Figures – Unerkannte Heldinnen

Writers Guild of America Award
- 2025: Nominierung für das Beste adaptierte Drehbuch (A Killer Romance)[2]